# Harry Lauter
Harry Lauter (White Plains, 19 giugno 1914 – Ojai, 30 ottobre 1990) è stato un attore statunitense.

## Biografia
Harry Lauter nacque a White Plains, contea di Westchester, il 19 giugno 1914. Recitò in oltre 150 film dal 1930 al 1972 e apparve in 160 serie televisive dal 1949 al 1978. Fu accreditato anche con il nome Harry T. Lauter. Morì a Ojai, in California, il 30 ottobre 1990, fu cremato e le ceneri furono disperse nell'Oceano Pacifico.

## Filmografia

### Cinema
- The Family Ford (1930)
- The Big Broadcast of 1938 (1938)
- The Magnificent Rogue (1946)
- Hit Parade of 1947 (1947)
- Jungle Patrol (1948)
- Let's Live Again, regia di Herbert I. Leeds (1948)
- Scandalo internazionale (A Foreign Affair) (1948)
- The Gay Intruders (1948)
- La luna sorge (Moonrise) (1948)
- Incident (1948)
- Parole, Inc. (1948)
- Il mongolo ribelle (State Department: File 649) (1949)
- Prince of the Plains (1949)
- Tucson (1949)
- Frontier Investigator (1949)
- Alimony (1949)
- The Great Dan Patch (1949)
- Furia dei tropici (Slattery's Hurricane) (1949)
- Ero uno sposo di guerra (I Was a Male War Bride) (1949)
- Bandit King of Texas (1949)
- La furia umana (White Heat) (1949)
- Il gigante della foresta (Zamba) (1949)
- Without Honor, regia di Irving Pichel (1949)
- Cielo di fuoco (Twelve O'Clock High) (1949)
- Blue Grass of Kentucky (1950)
- Bill sei grande! (When Willie Comes Marching Home) (1950)
- Mondo equivoco (711 Ocean Drive) (1950)
- Il bandito galante (The Great Jewel Robber) (1950)
- The Showdown (1950)
- Uomo bianco tu vivrai! (No Way Out) (1950)
- Bunco Squad (1950)
- Tra mezzanotte e l'alba (Between Midnight and Dawn) (1950)
- I'll Get By (1950)
- Ready to Ride (1950)
- Flying Disc Man from Mars (1950)
- Experiment Alcatraz (1950)
- Counterspy Meets Scotland Yard (1950)
- Il mistero del V3 (The Flying Missile) (1950)
- Bowery Battalion (1951)
- Lo squalo tonante (Operation Pacific) (1951)
- Butterfly americana (Call Me Mister) (1951)
- Silver City Bonanza (1951)
- Tutto per tutto (Inside Straight) (1951)
- Thunder in God's Country (1951)
- Whirlwind (1951)
- According to Mrs. Hoyle (1951)
- La dinastia dell'odio (Lorna Doone) (1951)
- Let's Go Navy! (1951)
- I diavoli alati (Flying Leathernecks) (1951)
- Luci sull'asfalto (The Mob) (1951)
- Roadblock (1951)
- Ultimatum alla Terra (The Day the Earth Stood Still) (1951)
- The Hills of Utah (1951)
- Alcool (Come Fill the Cup) (1951)
- The Kid from Amarillo (1951)
- Valley of Fire (1951)
- La gang (The Racket) (1951)
- Di fronte all'uragano (I Want You) (1951)
- The Steel Fist (1952)
- Perdono (This Woman Is Dangerous) (1952)
- Rancho Notorious (1952)
- Squilli al tramonto (Bugles in the Afternoon) (1952)
- Night Stage to Galveston (1952)
- Talk About a Stranger (1952)
- L'autocolonna rossa (Red Ball Express) (1952)
- Apache Country (1952)
- Sound Off (1952)
- The Winning Team (1952)
- Sea Tiger (1952)
- Yukon Gold (1952)
- Uragano su Yalù (Battle Zone) (1952)
- Androclo e il leone (Androcles and the Lion), regia di Chester Erskine (1952)
- Navi senza ritorno (Prince of Pirates) (1953)
- I Love Melvin (1953)
- The Marshal's Daughter (1953)
- Pack Train (1953)
- Canadian Mounties vs. Atomic Invaders (1953)
- Topeka (1953)
- The Fighting Lawman (1953)
- Il grande caldo (The Big Heat) (1953)
- Operazione Corea (Flight Nurse) (1953)
- Resistenza eroica (Fighter Attack) (1953)
- Contrabbandieri a Macao (Forbidden) (1953)
- La città spenta (Crime Wave) (1954)
- Trader Tom of the China Seas (1954)
- Lo sceriffo senza pistola (The Boy from Oklahoma) (1954)
- Rivolta al blocco 11 (Riot in Cell Block 11) (1954)
- I dragoni dell'aria (Dragonfly Squadron) (1954)
- Yankee Pascià (Yankee Pasha) (1954)
- Cavalcata ad ovest (They Rode West) (1954)
- Un killer per lo sceriffo (The Forty-Niners) (1954)
- Il tesoro di Capitan Kidd (Captain Kidd and the Slave Girl) (1954)
- Ritorno all'isola del tesoro (Return to Treasure Island) (1954)
- Mandato di cattura (Dragnet), regia di Jack Webb (1954)
- The Bob Mathias Story (1954)
- So You Don't Trust Your Wife (1955)
- Bandiera di combattimento (The Eternal Sea) (1955)
- Outlaw Treasure (1955)
- Lord of the Jungle (1955)
- King of the Carnival (1955)
- Nessuno resta solo (Not as a Stranger) (1955)
- Banditi atomici (Creature with the Atom Brain) (1955)
- Il mostro dei mari (It Came from Beneath the Sea) (1955)
- La valanga degli uomini rossi (Apache Ambush) (1955)
- La trama del delitto (The Crooked Web) (1955)
- Gunpoint: terra che scotta (At Gunpoint) (1955)
- Dig That Uranium (1955)
- L'uomo dal vestito grigio (The Man in the Gray Flannel Suit) (1956)
- Women Without Men (1956)
- Blonde Bait (1956)
- I tre fuorilegge (The Three Outlaws) (1956)
- La Terra contro i dischi volanti (Earth vs. the Flying Saucers) (1956)
- Il mostro della California (The Werewolf) (1956)
- Due pistole per due fratelli (Gun Brothers) (1956)
- Miami Exposé (1956)
- Web il coraggioso (Tension at Table Rock) (1956)
- Le donne degli ammutinati del Bounty (The Women of Pitcairn Island) (1956)
- Sceriffo federale (The Badge of Marshal Brennan) (1957)
- Il cerchio della vendetta (Shoot-Out at Medicine Bend) (1957)
- Petrolio rosso (The Oklahoman) (1957)
- Le pantere dei mari (Hellcats of the Navy) (1957)
- La scure di guerra del capo Sioux (The Lawless Eighties) (1957)
- Death in Small Doses (1957)
- Il pilota razzo e la bella siberiana (Jet Pilot) (1957)
- Lungo il fiume rosso (Raiders of Old California) (1957)
- Ritorno a Warbow (Return to Warbow) (1958)
- I fuorilegge di Tombstone (The Toughest Gun in Tombstone) (1958)
- I fuorilegge della polizia (The Case Against Brooklyn) (1958)
- Tarzan e lo stregone (Tarzan's Fight for Life) (1958)
- The Cry Baby Killer (1958)
- Testimone oculare (Girl on the Run) (1958)
- L'ultimo urrà (The Last Hurrah) (1958)
- Domani m'impiccheranno (Good Day for a Hanging) (1959)
- Louisiana Hussy (1959)
- Duello alla pistola (The Gunfight at Dodge City) (1959)
- Date with Death (1959)
- Il cerchio della violenza (Key Witness) (1960)
- La squadra infernale (Posse from Hell) (1961)
- Buffalo Gun (1961)
- Solo sotto le stelle (Lonely Are the Brave) (1962)
- I selvaggi della prateria (The Wild Westerners) (1962)
- Il collare di ferro (Showdown) (1963)
- Questo pazzo, pazzo, pazzo, pazzo mondo (It's a Mad, Mad, Mad, Mad World) (1963)
- Convict Stage (1965)
- Stazione 3: top secret (The Satan Bug) (1965)
- Fort Courageous (1965)
- Jean Harlow, la donna che non sapeva amare (Harlow) (1965)
- Marines: sangue e gloria (Ambush Bay) (1966)
- Batman (1966)
- For Pete's Sake (1966)
- Il ritorno del pistolero (Return of the Gunfighter) (1967)
- I disertori di Fort Utah (Fort Utah) (1967)
- Meglio morto che vivo (More Dead Than Alive) (1969)
- Il falso testimone (Zig Zag) (1970)
- Barquero (1970)
- Fuga dal pianeta delle scimmie (Escape from the Planet of the Apes) (1971)
- L'idolo (The Todd Killings) (1971)
- Superbeast (1972)

### Televisione
- The Life of Riley – serie TV, un episodio (1949)
- Fireside Theatre – serie TV, un episodio (1950)
- The Living Christ Series (1951)
- Squadra mobile (Racket Squad) – serie TV, un episodio (1951)
- Le avventure di Rex Rider (The Range Rider) – serie TV, 11 episodi (1951-1953)
- Biff Baker, U.S.A. – serie TV, un episodio (1953)
- Family Theatre – serie TV, un episodio (1953)
- Cowboy G-Men – serie TV, 2 episodi (1952-1953)
- Hopalong Cassidy – serie TV, un episodio (1953)
- City Detective – serie TV, un episodio (1954)
- The Joe Palooka Story – serie TV, un episodio (1954)
- Stories of the Century – serie TV, un episodio (1954)
- Ramar of the Jungle – serie TV, 3 episodi (1953-1954)
- Letter to Loretta – serie TV, 2 episodi (1953-1954)
- Mr. & Mrs. North – serie TV, un episodio (1954)
- Waterfront – serie TV, 20 episodi (1954)
- Rocky Jones, Space Ranger – serie TV, 11 episodi (1954)
- The Adventures of Kit Carson – serie TV, 5 episodi (1951-1954)
- Le avventure di Jet Jackson (Captain Midnight) – serie TV, 3 episodi (1954)
- Le avventure di Rin Tin Tin (The Adventures of Rin Tin Tin) – serie TV, un episodio (1954)
- The Roy Rogers Show – serie TV, 3 episodi (1952-1955)
- The Public Defender – serie TV, un episodio (1955)
- La mia piccola Margie (My Little Margie) – serie TV, 2 episodi (1953-1955)
- Treasury Men in Action – serie TV, 3 episodi (1954-1955)
- Schlitz Playhouse of Stars – serie TV, un episodio (1955)
- Le avventure di Gene Autry (The Gene Autry Show) – serie TV, 16 episodi (1950-1955)
- Chevron Hall of Stars – serie TV, un episodio (1956)
- Le avventure di Campione (The Adventures of Champion) – serie TV, episodi 1x12-1x15-1x16 (1955-1956)
- Cavalcade of America – serie TV, 2 episodi (1955-1956)
- Steve Donovan, Western Marshal – serie TV, episodio 1x22 (1956)
- Screen Directors Playhouse – serie TV, episodio 1x21 (1956)
- Four Star Playhouse – serie TV, 2 episodi (1956)
- Real George – film TV (1956)
- Combat Sergeant – serie TV, episodio 1x09 (1956)
- Buffalo Bill, Jr. – serie TV, 7 episodi (1955-1956)
- Adventures of Wild Bill Hickok – serie TV, 4 episodi (1952-1956)
- Le leggendarie imprese di Wyatt Earp (The Life and Legend of Wyatt Earp) – serie TV, 2 episodi (1956)
- Il conte di Montecristo (The Count of Monte Cristo) – serie TV, un episodio (1956)
- Ethel Barrymore Theater – serie TV, un episodio (1956)
- Navy Log – serie TV, episodio 2x10 (1956)
- Il cavaliere solitario (The Lone Ranger) – serie TV, 11 episodi (1949-1956)
- Dr. Christian – serie TV, un episodio (1957)
- Hey, Jeannie! – serie TV, un episodio (1957)
- Annie Oakley – serie TV, 12 episodi (1954-1957)
- Soldiers of Fortune – serie TV, un episodio (1957)
- Whirlybirds – serie TV, un episodio (1957)
- The Adventures of Jim Bowie – serie TV, un episodio (1957)
- The Silent Service – serie TV, un episodio (1957)
- The George Sanders Mystery Theater – serie TV, un episodio (1957)
- Code 3 – serie TV, 2 episodi (1957)
- Official Detective – serie TV, un episodio (1957)
- Date with the Angels – serie TV, un episodio (1957)
- 26 Men – serie TV, episodi 1x10-1x14 (1957-1958)
- Casey Jones – serie TV, un episodio (1957)
- Il sergente Preston (Sergeant Preston of the Yukon) – serie TV, un episodio (1958)
- Richard Diamond, Private Detective – serie TV, un episodio (1958)
- Trackdown – serie TV, un episodio (1958)
- Jefferson Drum – serie TV, un episodio (1958)
- Northwest Passage – serie TV, un episodio (1958)
- The Lineup – serie TV, 2 episodi (1957-1958)
- U.S. Marshal – serie TV, un episodio (1958)
- Tales of the Texas Rangers – serie TV, 52 episodi (1955-1958)
- The Millionaire – serie TV, 2 episodi (1955-1959)
- Yancy Derringer – serie TV, episodio 1x16 (1959)
- State Trooper – serie TV, 5 episodi (1957-1959)
- The Rough Riders – serie TV, episodio 1x30 (1959)
- The Texan – serie TV, episodio 1x34 (1959)
- Markham – serie TV, un episodio (1959)
- Furia (Fury) – serie TV, 2 episodi (1956-1959)
- World of Giants – serie TV, un episodio (1959)
- Wichita Town – serie TV, episodio 1x07 (1959)
- Disneyland – serie TV, un episodio (1959)
- Tombstone Territory – serie TV, 2 episodi (1958-1959)
- This Man Dawson – serie TV, episodio 1x13 (1960)
- Colt .45 – serie TV, 2 episodi (1959-1960)
- Men Into Space – serie TV, episodio 1x19 (1960)
- Hotel de Paree – serie TV, un episodio (1960)
- Peter Gunn – serie TV, episodio 2x22 (1960)
- I racconti del West (Zane Grey Theater) – serie TV, 6 episodi (1956-1960)
- Bat Masterson – serie TV, un episodio (1960)
- Avventure lungo il fiume (Riverboat) – serie TV, un episodio (1960)
- Il tenente Ballinger (M Squad) – serie TV, 2 episodi (1958-1960)
- The Brothers Brannagan – serie TV, un episodio (1960)
- La valle dell'oro (Klondike) – serie TV, episodio 1x08 (1960)
- Have Gun - Will Travel – serie TV, episodio 4x13 (1960)
- The Deputy – serie TV, un episodio (1961)
- Scacco matto (Checkmate) – serie TV, episodio 1x21 (1961)
- Carovane verso il West (Wagon Train) – serie TV, un episodio (1961)
- Sugarfoot – serie TV, un episodio (1961)
- Coronado 9 – serie TV, un episodio (1961)
- Carovana (Stagecoach West) – serie TV, 4 episodi (1960-1961)
- Avventure in fondo al mare (Sea Hunt) – serie TV, 2 episodi (1959-1961)
- The Investigators – serie TV, episodio 1x01 (1961)
- Lawman – serie TV, un episodio (1961)
- Maverick – serie TV, 3 episodi (1957-1961)
- Indirizzo permanente (77 Sunset Strip) – serie TV, 2 episodi (1958-1961)
- Bronco – serie TV, 2 episodi (1959-1961)
- Il magnifico King (National Velvet) – serie TV, episodio 2x22 (1962)
- Tales of Wells Fargo – serie TV, 2 episodi (1958-1962)
- Bonanza – serie TV, 3 episodi (1961-1962)
- Going My Way – serie TV, episodio 1x03 (1962)
- Cheyenne – serie TV, 3 episodi (1956-1962)
- The Rifleman – serie TV, un episodio (1963)
- Hawaiian Eye – serie TV, 2 episodi (1962-1963)
- Laramie – serie TV, 8 episodi (1959-1963)
- Perry Mason – serie TV, un episodio (1963)
- The Third Man – serie TV, un episodio (1963)
- La legge di Burke (Burke's Law) – serie TV, un episodio (1963)
- La legge del Far West (Temple Houston) – serie TV, episodio 1x09 (1963)
- Sotto accusa (Arrest and Trial) – serie TV, episodio 1x24 (1964)
- The Bing Crosby Show – serie TV, un episodio (1964)
- Polvere di stelle (Bob Hope Presents the Chrysler Theatre) – serie TV, un episodio (1965)
- L'isola di Gilligan (Gilligan's Island) – serie TV, un episodio (1965)
- Wendy and Me – serie TV, un episodio (1965)
- Lassie – serie TV, 2 episodi (1960-1965)
- My Living Doll – serie TV, episodi 1x13-1x25 (1964-1965)
- Slattery's People – serie TV, un episodio (1965)
- Il mio amico marziano (My Favorite Martian) – serie TV, 4 episodi (1964-1965)
- Branded – serie TV, episodio 2x07 (1965)
- Gli uomini della prateria (Rawhide) – serie TV, 12 episodi (1959-1965)
- The Adventures of Ozzie & Harriet – serie TV, 7 episodi (1956-1965)
- Gli eroi di Hogan (Hogan's Heroes) – serie TV, un episodio (1966)
- Daktari – serie TV, episodio 1x06 (1966)
- Laredo – serie TV, un episodio (1966)
- I Pruitts (The Pruitts of Southampton) – serie TV, episodio 1x02 (1966)
- Il Calabrone Verde (The Green Hornet) – serie TV, un episodio (1966)
- Viaggio in fondo al mare (Voyage to the Bottom of the Sea) – serie TV, un episodio (1966)
- Gomer Pyle: USMC – serie TV, un episodio (1966)
- I giorni della nostra vita (Days of Our Lives) – serie TV (1965)
- Kronos - Sfida al passato (The Time Tunnel) – serie TV, 2 episodi (1967)
- Gli invasori (The Invaders) – serie TV, un episodio (1967)
- Dragnet – serie TV, un episodio (1967)
- Iron Horse – serie TV, 2 episodi (1966-1967)
- The Beverly Hillbillies – serie TV, 2 episodi (1964-1967)
- Tarzan – serie TV, 5 episodi (1967)
- Cimarron Strip – serie TV, 2 episodi (1967-1968)
- Daniel Boone – serie TV, un episodio (1968)
- Mannix – serie TV, un episodio (1968)
- Gunsmoke – serie TV, 9 episodi (1960-1968)
- La terra dei giganti (Land of the Giants) – serie TV, un episodio (1968)
- Death Valley Days – serie TV, 8 episodi (1953-1969)
- Selvaggio west (The Wild Wild West) – serie TV, 3 episodi (1965-1969)
- Il grande teatro del west (The Guns of Will Sonnett) – serie TV, 2 episodi (1968-1969)
- La grande vallata (The Big Valley) – serie TV, un episodio (1969)
- Adam-12 – serie TV, 2 episodi (1970)
- Ironside – serie TV, 2 episodi (1970)
- Ai confini dell'Arizona (The High Chaparral) – serie TV, episodio 4x12 (1970)
- Il virginiano (The Virginian) – serie TV, 6 episodi (1964-1971)
- Due onesti fuorilegge (Alias Smith and Jones) – serie TV, un episodio (1971)
- Lo sceriffo del sud (Cade's County) – serie TV, 2 episodi (1972)
- F.B.I. (The F.B.I.) – serie TV, 2 episodi (1966-1972)
- La famiglia Smith (The Smith Family) – serie TV, un episodio (1972)
- Missione Impossibile (Mission: Impossible) – serie TV, un episodio (1972)
- Room 222 – serie TV, un episodio (1972)
- Chase – serie TV, un episodio (1973)
- Cannon – serie TV, un episodio (1973)
- Chopper One – serie TV, un episodio (1974)
- Il cacciatore (The Manhunter) – serie TV, un episodio (1974)
- Poliziotto di quartiere (The Blue Knight) – serie TV, 2 episodi (1975-1976)
- Alla conquista del West (How the West Was Won)– miniserie TV, un episodio (1979)